# Albert Ströck
Albert Ströck oder – ungarisch – Albert Török (* 12. Februar 1902 in Nagyvárad, Österreich-Ungarn; † 9. Mai 1971 in der Schweiz) war ein rumänisch-ungarischer Fußballspieler. Er bestritt mindestens 41 Spiele in der ungarischen Nemzeti Bajnokság. In den Jahren 1930 und 1931 gewann er mit Újpest Budapest die ungarische Meisterschaft, im Jahr 1929 den Mitropapokal.

## Karriere
Die Laufbahn von Ströck begann im Jahr 1921 bei Stăruința Oradea. Dort spielte in der regionalen Meisterschaft von Oradea und konnte sich mit seinem Team für die Endrunde 1922 qualifizieren. Im Viertelfinale schied er mit seinem Team gegen Victoria Cluj im Entscheidungsspiel aus. In den folgenden Jahren musste er mit seinem Klub meist CAO Oradea den Vortritt lassen, wohin er selbst im Jahr 1925 wechselte. Im Jahr 1926 schloss er sich Fulgerul Chișinău an, ehe es ihn im Jahr 1927 zu Újpest Budapest in die ungarische Profiliga zog. Dort konnte er sich in der Saison 1928/29 für den Mitropapokal 1929 qualifizieren, den er mit seinem Team im Finale gegen Slavia Prag gewinnen konnte. In der Spielzeit 1929/30 sicherte er sich mit seiner Mannschaft den ersten Meistertitel der Vereinsgeschichte. Dadurch qualifizierte er sich mit Újpest für den Coupe des Nations 1930, den er mit seinem Team im Finale gegen wiederum Slavia Prag gewinnen konnte. Die Titelverteidigung im Mitropapokal endete bereits in der ersten Runde. In der Spielzeit 1930/31 konnte er den Gewinn der Meisterschaft wiederholen.
Im Jahr 1932 verließ Ströck Újpest. Nach einer Spielzeit beim FC La Chaux-de-Fonds in der Schweizer Nationalliga beendete er im Jahr 1934 seine Karriere.

## Nationalmannschaft
Ströck bestritt acht Spiele für die rumänische Nationalmannschaft. Er debütierte am 3. September 1922 beim 1:1 im Freundschaftsspiel gegen Polen. Fortan gehörte er zum Stamm des Nationalteams. Im Jahr 1923 stand er dreimal in der Startformation von Nationaltrainer Teofil Moraru. Am 20. Mai 1924 erzielte er gegen Österreich das erste Tor für sein Land und stand im Aufgebot für die Olympischen Spiele 1924 in Paris. Dort unterlag er mit seiner Mannschaft im Achtelfinale den Niederlanden mit 0:6. Am 25. April 1926 kam er zu seinem letzten Einsatz für Rumänien im Freundschaftsspiel gegen Bulgarien, das mit 6:1 gewonnen wurde und wo Ströck den Treffer zum 5:0 beisteuerte.
Nach seinem Wechsel nach Ungarn im Jahr 1927 bestritt Ströck bis zum Jahr 1931 insgesamt 14 Spiele für die ungarische Nationalmannschaft.

## Erfolge
- Ungarischer Meister: 1930, 1931
- Sieger im Mitropapokal: 1929
- Sieger im Coupe des Nations: 1930
- Olympiateilnehmer: 1924

## Privates
Albert Ströck war der Bruder von Ștefan Ströck (* 1901), der ebenfalls in der rumänischen Nationalmannschaft spielte.